# Théorie de l'architecture

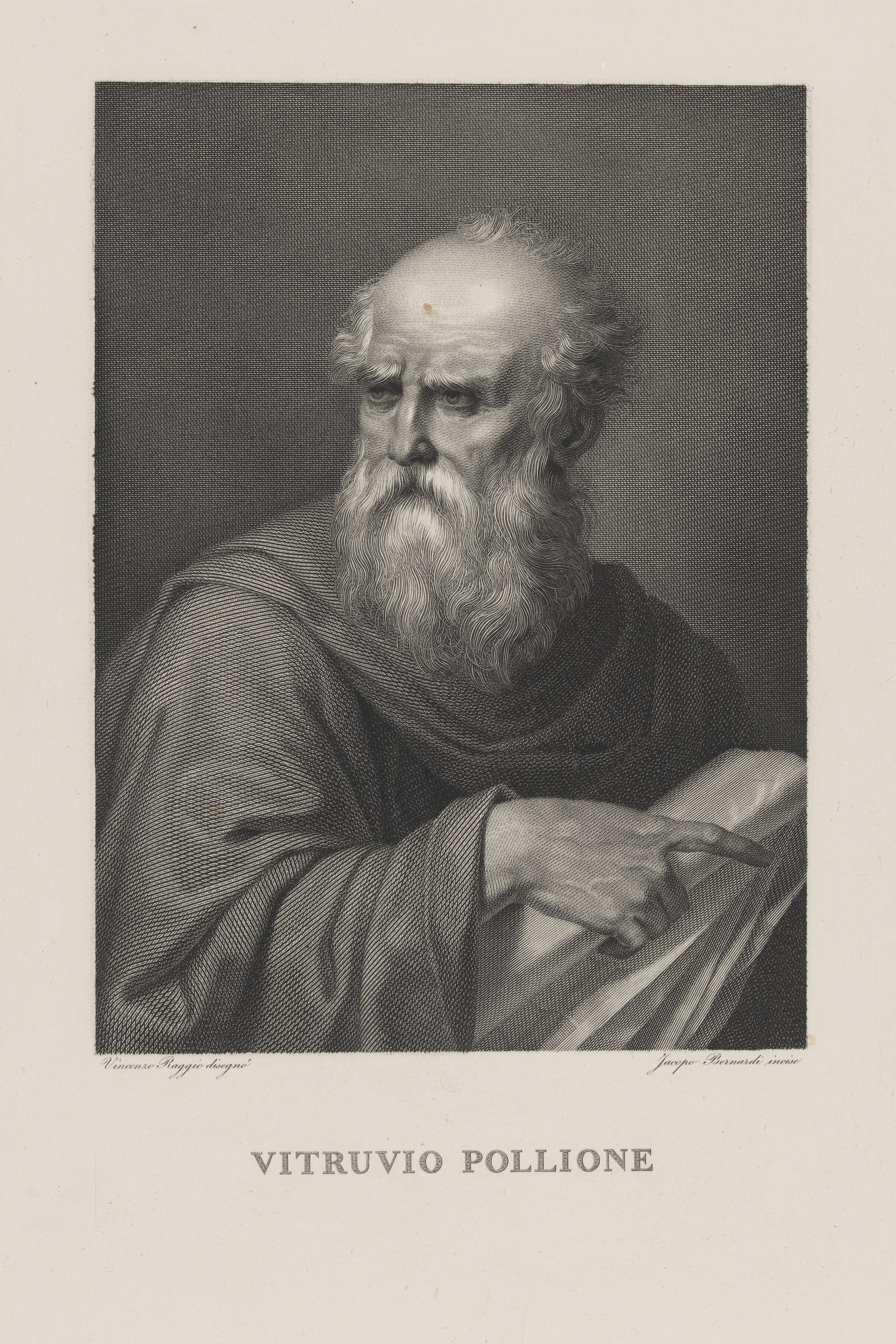
Marco Vitruvio Pollione, architecte et écrivain romain, actif dans la seconde moitié du, considéré comme le théoricien de l'architecture le plus célèbre de tous les temps.

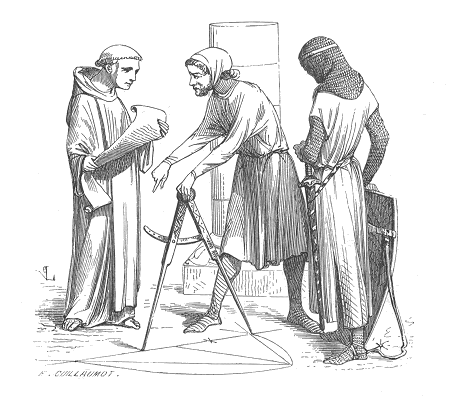
Extrait de Dictionnaire raisonné de l'architecture (1856), Eugène Viollet-le-Duc

 (septembre 2021).
La théorie de l'architecture est entendue[Par qui ?] comme une opération intellectuelle (un regard sur le monde) qui va au-delà de la simple résolution critique de problèmes fonctionnels[Interprétation personnelle ?]. La théorie de l'architecture est l'acte de penser, de discuter et d'écrire sur l'architecture. La théorie de l'architecture est enseignée dans toutes les écoles d'architecture et est pratiquée par les plus grands architectes du monde. La théorie de l'architecture peut prendre différentes formes : conférence ou dialogue, traité ou livre, projet ou concours. La théorie de l'architecture est souvent didactique, et les théoriciens ont tendance à rester proches des écoles ou à travailler au sein de celles-ci. Elle existe sous une forme ou une autre depuis l'Antiquité et, avec la généralisation de l'édition, la théorie de l'architecture s'est enrichie. Au XXe siècle, les livres, les magazines et les revues ont publié un nombre sans précédent d'ouvrages d'architectes et de critiques. Par conséquent, les styles et les mouvements se sont formés et dissous beaucoup plus rapidement que les modes relativement durables de l'histoire antérieure[source secondaire nécessaire]. Il faut s'attendre à ce que l'utilisation d'Internet fasse progresser le discours sur l'architecture au XXIe siècle[Interprétation personnelle ?][source secondaire nécessaire].

## Antiquité
Il existe peu d'informations ou de preuves sur la théorie architecturale majeure dans l'Antiquité, jusqu'au Ier siècle av. J.-C., avec les travaux de Vitruve. Cela ne signifie pas pour autant que de telles œuvres n'existaient pas, étant donné que de nombreuses œuvres n'ont jamais survécu à l'antiquité.
Vitruve était un écrivain, architecte et ingénieur romain actif au Ier siècle av. Il était le théoricien de l'architecture le plus éminent de l'Empire romain connu aujourd'hui, ayant écrit De architectura (connu aujourd'hui sous le nom de Les dix livres d'architecture), un traité écrit en latin et en grec sur l'architecture, dédié à l'empereur Auguste. Probablement écrit entre 27 et 23 av. J.-C., c'est la seule source contemporaine majeure sur l'architecture classique à avoir survécu. Divisé en dix sections ou "livres", il couvre presque tous les aspects de l'architecture romaine, depuis l'urbanisme, les matériaux, les décorations, les temples, l'approvisionnement en eau, etc. Il définit rigoureusement les ordres classiques de l'architecture . Il propose également les trois lois fondamentales auxquelles l' architecture doit obéir, pour être ainsi considérée : firmitas, utilitas, venustas, qui signifie adéquation structurelle, adéquation fonctionnelle, et beauté.
La redécouverte de l'œuvre de Vitruve en 1414 a eu une profonde influence sur les architectes de la Renaissance, ajoutant des fondements archéologiques à l'essor du style Renaissance, qui était déjà en cours. Les architectes de la Renaissance tels que Brunelleschi et Leon Battista Alberti ont trouvé dans De architectura leur justification pour élever leur branche de la connaissance à une discipline scientifique.

## Moyen Âge
Tout au long du Moyen Âge, les connaissances architecturales se transmettaient par transcription, bouche à oreille et techniquement dans les loges des maîtres d'œuvre. En raison de la nature laborieuse de la transcription, peu d'exemples de théorie architecturale ont été rédigés pendant cette période. La plupart des ouvrages écrits au cours de cette période étaient théologiques et étaient des transcriptions de la Bible. Comme les théories architecturales portaient sur les structures, moins d'entre elles ont été transcrites. Le Liber de rebus in administratione sua gestis de l' abbé Suger est un document architectural né avec l'architecture gothique . Un autre était le portefeuille de dessins de Villard de Honnecourt des années 1230 environ.
Dans la Chine de la dynastie Song, Li Jie a publié le Yingzao Fashi en 1103, qui était un traité d'architecture qui codifiait des éléments de l'architecture chinoise,.

## Renaissance
Le premier grand ouvrage de théorie architecturale de cette période appartient à Léon Battista Alberti, De re aedificatoria, qui plaça Vitruve au cœur de la plus profonde tradition théorique des âges modernes. D'Alberti, la bonne architecture est validée par la triade de Vitruve, qui définit sa finalité. Ce triplet a conservé toute sa validité jusqu'au XIXe siècle. Une transition majeure vers le XVIIe siècle et finalement vers le siècle des Lumières a été assurée grâce aux recherches mathématiques et optiques avancées du célèbre architecte et géomètre Girard Desargues, en mettant l'accent sur ses études sur les coniques, la perspective et la géométrie projective.

## Lumières
Le siècle des Lumières a vu un développement considérable de la théorie architecturale sur le continent européen. De nouvelles découvertes archéologiques (comme celles de Pompéi et d'Herculanum) ont suscité un nouvel intérêt pour l'art et l'architecture classiques. Ainsi, le terme néoclassicisme, illustré par les écrits du critique d'art prussien Johann Joachim Winckelmann, est né pour désigner l'architecture du XVIIIe siècle, qui s'est inspirée de ces nouveaux précédents classiques pour s'inspirer de la conception des bâtiments.
Les principaux théoriciens de l'architecture des Lumières comprennent Julien-David Leroy, l'abbé Marc-Antoine Laugier, Giovanni Battista Piranesi, Robert Adam, James Stuart, Georg Friedrich Hegel et Nicholas Revett.

## XIXesiècle
Une souche vibrante de néoclassicisme, héritée de l' Essai fondateur de Marc-Antoine Laugier, a jeté les bases de deux générations d'activités internationales autour des thèmes centraux du classicisme, du primitivisme et d'un « retour à la nature ».
La réaction contre la domination de l'architecture néoclassique est devenue évidente dans les années 1820 avec Augustus Pugin fournissant une base morale et théorique pour l'architecture néo-gothique, et dans les années 1840, John Ruskin a développé cette philosophie, puis Eugène Viollet-le-Duc, lors de la rénovation de la cathédrale Notre-Dame de Paris notamment.
Le sculpteur américain Horatio Greenough a publié l'essai "'American Architecture" en août 1843, dans lequel il a rejeté l'imitation des anciens styles de bâtiments et a souligné la relation fonctionnelle entre l'architecture et la décoration. Ces théories anticipaient le développement du fonctionnalisme dans l'architecture moderne.
Vers la fin du siècle, se produisit un épanouissement de l'activité théorique. En Angleterre, les idéaux de Ruskin ont soutenu l'émergence du mouvement Arts and Crafts illustré par les écrits de William Morris . Cela a à son tour formé la base de l'Art nouveau au Royaume-Uni, illustré par le travail de Charles Rennie Mackintosh, et a influencé la Sécession viennoise. Les théories de Viollet-le-Duc et de Gottfried Semper ont fourni le tremplin d'une énorme vitalité de pensée consacrée à l'innovation architecturale et à la rénovation de la notion de style.
Semper a notamment développé une clientèle internationale, en Allemagne, en Angleterre, en Suisse, en Autriche, en Bohême, en France, en Italie et aux États-Unis. La génération née au milieu du tiers du XIXe siècle a été largement captivée par les opportunités offertes par la combinaison de Semper d'une portée historique époustouflante et d'une granularité méthodologique. Contrairement aux activités théoriques auto-organisées thématiquement plus récentes, et donc « modernes », cette génération ne s'est pas fusionnée en un « mouvement ». Ils semblaient cependant converger vers l'utilisation par Semper du concept de réalisme, et ils sont donc qualifiés de partisans du réalisme architectural. Parmi les architectes réalistes les plus actifs figuraient : Georg Heuser, Rudolf Redtenbacher, Constantin Lipsius, Hans Auer, Paul Sédille, Lawrence Harvey, Otto Wagner et Richard Streiter.

## XXesiècle
En 1889, Camillo Sitte publia Der Städtebau nach seinem künstlerischen Grundsätzen (traduit par Urbanisme selon les principes artistiques) qui n'était pas exactement une critique de la forme architecturale mais une critique esthétique (inspirée de l'urbanisme médiéval et baroque) de l'urbanisme du XIXe siècle. Principalement un travail théorique, il a eu un impact immédiat sur l'architecture, car les deux disciplines de l'architecture et de la planification s'entremêlent. La demande était si forte que cinq éditions parurent en allemand entre 1889 et 1922 et une traduction française parut en 1902 (Aucune édition anglaise n'est sortie avant 1945). Pour Sitte, la question la plus importante n'était pas la forme architecturale ou la forme d'un bâtiment mais la qualité des espaces urbains que les bâtiments enferment collectivement, le tout étant plus que la somme de ses parties. Le Mouvement Moderne a rejeté ces pensées et Le Corbusier a rejeté énergiquement l'œuvre. Néanmoins, l'œuvre de Sitte a été revisitée par les architectes et théoriciens post-modernes des années 1970, notamment à la suite de sa réédition en 1986 par Rizzoli, dans une édition éditée par Collins et Collins (maintenant publiée par Dover). Le livre est souvent cité de manière anachronique aujourd'hui comme véhicule de la critique du Mouvement Moderne.
Également sur le thème des notions artistiques en ce qui concerne l'urbanisme existe The Tall Office Building de Louis Sullivan de 1896. Dans cet essai, Sullivan a écrit son célèbre adage allitératif « la forme suit toujours la fonction » ; une phrase qui devait plus tard être adoptée comme un principe central de la théorie architecturale moderne. Alors que les architectes ultérieurs ont adopté l'expression abrégée « la forme suit la fonction » comme une polémique au service de la doctrine fonctionnaliste, Sullivan a écrit de la fonction en ce qui concerne les fonctions biologiques de l'ordre naturel. 
Un autre théoricien de la planification influent de cette époque était Ebenezer Howard, qui a fondé le mouvement des cités-jardins. Ce mouvement visait à former des communautés avec une architecture de style Arts and Crafts à Letchworth et Welwyn Garden City et a popularisé le style en tant qu'architecture domestique.
En 1917, Tony Garnier publie sous forme de recueil son projet de Cité industrielle, qu'il a peaufiné presque vingt ans durant. Tony Garnier n'a jamais écrit d'ouvrage théorique, ni publié dans des revues pour exposer ses idées. Il est en revanche l'auteur d'une utopie urbanistique richement illustrée proposant une ville idéale s'appuyant sur une séparation des fonctions urbaines et des activités, qu'il présente comme mémoire final au grand prix de Rome. Il y propose Une Cité industrielle de 35 000 habitants entièrement en béton armé et verre, ce qui suscite le mépris des académiciens du jury et de ses confrères français à son retour. Ce projet, exposé en 164 plans précis jusque dans les moindres détails de construction, influence par la suite les modèles théoriques d'urbanisation des premières années de l'Union soviétique. On peut voir des reproductions de certaines de ses planches au musée urbain Tony Garnier (quartier des États-Unis à Lyon). Cette cité industrielle sépare les fonctions urbaines et rejette les activités industrielles, polluantes et sources de nuisances au loin, et au fond des vallées.

À Vienne, l'idée d'une architecture moderne radicalement nouvelle avait de nombreux théoriciens et partisans. Une première utilisation du terme architecture moderne dans l'imprimé s'est produite dans le titre d'un livre d' Otto Wagner, qui a donné des exemples de son propre travail représentatif de la Sécession viennoise avec des illustrations art nouveau et des enseignements didactiques à ses étudiants. Peu de temps après, Adolf Loos écrivit Ornement et Crime, et bien que son propre style soit généralement considéré dans le contexte du Jugendstil, sa demande pour « l'élimination de l'ornement » rejoignit le slogan « la forme suit la fonction » comme principe de l'architecture ainsi. appelé Mouvement Moderne qui a fini par dominer le milieu du XXe siècle. Walter Gropius, Ludwig Mies van der Rohe et Le Corbusier ont fourni la base théorique du style international dans le but d'utiliser l'architecture industrialisée pour remodeler la société. Frank Lloyd Wright, bien que moderne en rejetant le renouveau historique, était idiosyncratique dans sa théorie, qu'il a transmise dans de nombreux écrits. Wright n'a pas souscrit aux principes du style international, mais a développé ce qu'il espérait être un Américain, par opposition à un cours européen et progressiste. Le style de Wright, cependant, était très personnel, impliquant ses vues particulières de l'homme et de la nature. Wright était plus poétique et maintenait fermement la vision du XIXe siècle de l'artiste créatif comme un génie unique. Cela limitait la pertinence de ses propositions théoriques. Vers la fin du siècle, l'architecture postmoderne a réagi contre l'austérité des principes du Style International souvent lié à la Charte d'Athènes, considérés comme étroitement normatifs et doctrinaires.

## Contemporain
Dans le discours architectural contemporain, la théorie s'est davantage intéressée à sa position au sein de la culture en général, et de la pensée en particulier. C'est pourquoi les cours universitaires sur la théorie de l'architecture peuvent souvent consacrer autant de temps à discuter de philosophie et d'études culturelles que les bâtiments, et pourquoi les recherches de troisième cycle avancées et les thèses de doctorat se concentrent sur des sujets philosophiques en lien avec les humanités architecturales. Certains théoriciens de l'architecture visent à discuter de thèmes philosophiques, ou s'engagent dans des dialogues directs avec des philosophes, comme dans le cas de l'intérêt de Peter Eisenman et Bernard Tschumi pour la pensée de Derrida , ou de l' intérêt d'Anthony Vidler pour les œuvres de Freud et Lacan, en plus d'un intérêt pour la Poétique de l'espace de Gaston Bachelard ou les textes de Gilles Deleuze. Cela a également été le cas avec des éducateurs universitaires comme Dalibor Vesely ou Alberto Pérez-Gómez, et ces dernières années, cette orientation philosophique a été renforcée par les recherches d'une nouvelle génération de théoriciens (EG Jeffrey Kipnis ou Sanford Kwinter). De même, on peut se référer aux architectes contemporains qui s'intéressent à la phénoménologie et à la neuroesthétique, comme Sarah Williams Goldhagen, Sarah Robinson et Christian Norberg-Schulz, ou se spécialisent comme philosophes et historiens des sciences, comme Nader El-Bizri qui est également un phénoménologue notable (notamment dans les études de Heidegger). D'autres, comme Beatriz Colomina et Mary McLeod, élargissent les compréhensions historiques de l'architecture pour inclure des discours mineurs qui ont influencé le développement des idées architecturales au fil du temps. 
Les études sur le féminisme en architecture et sur la sexualité et le genre en tant qu'expressions culturelles puissantes sont également considérées comme faisant partie intégrante du discours théorique du XXe siècle et sont associées à des personnes telles que Dolores Hayden, Catherine Ingraham, Jennifer Bloomer et Sylvia Lavin. L'idée que la théorie implique la critique découle également d' études littéraires post-structurelles dans le travail de nombreux autres théoriciens et architectes, tels que Mark Wigley et Diana Agrest, entre autres. Dans leurs théories, l'architecture est comparée à un langage qui peut être inventé et réinventé à chaque fois qu'il est utilisé. Cette théorie a influencé l'architecture dite déconstructiviste. En revanche, les innovateurs de la société en réseau, en particulier les développeurs de logiciels de la Silicon Valley, ont adopté l'accent mis par Christopher Alexander sur The Timeless Way of Building (1979) basé sur des langages de modèles optimisés sur site au fur et à mesure que la construction se déroule.
Depuis 2000, la théorie architecturale a également dû faire face à l'essor rapide de l'urbanisme et de la mondialisation. En développant une nouvelle compréhension de la ville, de nombreux théoriciens ont développé de nouvelles compréhensions des conditions urbaines de notre planète (EG Rem Koolhaas 's Bigness). Les intérêts pour la fragmentation et l'architecture en tant qu'objets éphémères ont davantage affecté cette réflexion (par exemple, le souci d'employer la haute technologie), mais également liés à des préoccupations générales telles que l' écologie, les médias de masse et l'économisme.
Au cours de la dernière décennie, il y a eu l'émergence de l'architecture dite « numérique ». Plusieurs courants et méthodologies de conception se développent simultanément, dont certains se renforcent mutuellement, tandis que d'autres s'opposent. L'une de ces tendances est le biomimétisme, qui consiste à examiner la nature, ses modèles, ses systèmes, ses processus et ses éléments, pour les imiter ou s'en inspirer afin de résoudre les problèmes humains. Les architectes conçoivent également des bâtiments d'apparence organique dans le but de développer un nouveau langage formel. Une autre tendance est l'exploration de ces techniques informatiques qui sont influencées par des algorithmes pertinents pour les processus biologiques et parfois appelées morphogenèse numérique. En essayant d'utiliser la créativité informatique dans l'architecture, les algorithmes génétiques développés en informatique sont utilisés pour faire évoluer les conceptions sur un ordinateur, et certains d'entre eux sont proposés et construits comme des structures réelles. Depuis l'émergence de ces nouvelles tendances architecturales, de nombreux théoriciens et architectes ont travaillé sur ces questions, développant des théories et des idées telles que le Parametricism de Patrick Schumacher.
Le monde théorique de l'architecture contemporaine est pluriel et multicolore. Il existe différentes écoles dominantes de théorie architecturale basées sur l'analyse linguistique, la philosophie, le post-structuralisme ou la théorie culturelle. Par exemple, il y a un intérêt naissant pour la redécouverte du projet post-moderniste (Sam Jacob), pour la définition de nouvelles tendances radicales de l'architecture et son implication dans le développement des villes (Pier Vittorio Aureli), pour l'adhésion à l'idée de discipline et dans une nouvelle approche formaliste de l'architecture à travers l'appropriation de concepts issus de la philosophie Orientée Objet . Il est cependant trop tôt pour dire si l'une de ces explorations aura un impact généralisé ou durable sur l'architecture.
Selon Martín‑Hernández la théorie aujourd'hui peut être « développée, changée et modifiée dans le temps », loin de constituer un manifeste. Il s’agit par conséquent d’une idée de théorie qui n’est pas prescriptive (comme cela l’avait été d’Alberti à Peter Eisenman) mais critique par rapport à la situation de l’architecture actuelle, proche de l’« histoire critique » de Tafuri. Une théorie contingente et ouverte pourrait être la réponse au refus ou à la négation de la théorie.

### Les critères d'évaluation de l'architecture proposés par Saunders
William S. Saunders, directeur de la revue Harvard Design Magazine, proposé un certain nombre de critères d'évaluation de l'architecture : « L’environnement construit devrait :
1.      Se rapprocher de l’art ;
2.      Créer de la beauté ;
3.      Réussir des expériences visuelles satisfaisantes au moyen de l’échelle, de la proportion, de l’équilibre, du rythme, de la texture, de la couleur, de la variation, du modèle ;
4.      Harmoniser la fonction avec l’image et le symbolisme ;
5.      Être original ;
6.      S’intégrer discrètement dans le milieu environnant ;
7.      Répondre aux caractéristiques de sa région et de son climat ;
8.      Servir de soutien et d’exemple pour les objectifs sociopolitiques et les conduites morales ;
9.      Exprimer les idéaux de sa communauté/société ;
10.  Ne pas causer de dommages à l’écosystème ;
11.  Être bien construit ;
12.  Satisfaire les aspirations du client (et pas l’idée que se fait l’architecte de ce que son client devrait vouloir) ;
13.  Mener à bien les missions de l’architecte ;
14.  Être durable ;
15.  Apporter du confort physique et psychique ;
16.  Atteindre économiquement ses buts ;
17.  Réussir le retour sur investissement ;
18.  Inciter les gens à le visiter et à y revenir ;
19.  Contribuer à une haute productivité."

## Théoriciens de l'architecture

### Historique
- Vitruve
- Leon Battista Alberti
- Filarete
- Francesco di Giorgio Martini
- Sebastiano Serlio
- Andrea Palladio
- Gérard Desargues
- Teofilo Gallaccini
- Marc-Antoine Laugier
- Antoine-Chrysostome Quatremere de Quincy
- Giovanni Battista Piranesi
- Carlo Lodoli
- Francesco Milizia
- John Ruskin
- Horatio Greenough
- Eugène Viollet-le-Duc
- Karl Friedrich Schinkel
- Paul Sédille
- Hermann Muthesius
- Frank Lloyd Wright

### Formalisme
- Hans Auer
- Konrad Fiedler
- Henri Focillon
- Paul Frankl
- Adolf von Hildebrand
- Emil Kaufmann
- Theodor Lipps
- Alois Riegl
- Geoffrey Scott
- August Schmarsow
- Gottfried Semper
- John Summerson
- Robert Vischer
- Heinrich Wölfflin
- Wilhelm Worringer
- Hans van der Laan

### Modernisme
- Reyner Banham
- Ernesto Nathan Rogers
- Bruno Zevi
- Sigfried Giedion
- Leonardo Benevolo
- Steen Eiler Rasmussen
- Otto Wagner
- Le Corbusier
- Adolf Loos
- Lewis Mumford
- Edoardo Persico
- Raymond Unwin
- Ebenezer Howard
- Rudolf Arnheim
- Lúcio Costa
- Frank Lloyd Wright

### Postmodernisme et contemporain
- Christopher Alexander
- Stan Allen
- Pier Vittorio Aureli
- Andrea Branzi
- Patrizio Ceccarini
- Preston Scott Cohen
- Peter Cook
- Gillo Dorfles
- Nader El-Bizri
- Peter Eisenman
- Hal Foster
- Kenneth Frampton
- Marco Frascari
- Sarah Williams Goldhagen
- K. Michael Hays
- Mark Jarzombek
- Charles Jencks
- Jeffrey Kipnis
- Rem Koolhaas
- Leon Krier
- Sanford Kwinter
- Catherine Ingraham
- Didier Laroque
- Sylvia Lavin
- David Leatherbarrow
- Marc Linder
- Benjamin Loiseau
- Christian Norberg-Schulz
- Werner Oechslin
- Juhani Pallasmaa
- Alberto Pérez-Gómez
- Paolo Portoghesi
- Sarah Robinson
- Aldo Rossi
- Colin Rowe
- Joseph Rykwert
- Yehuda Safran
- Denise Scott Brown
- Richard Sennett
- Daniel Sherer
- Robert Somol
- Deyan Sudjic
- Manfredo Tafuri
- Robert Tavernor
- Panayotis Tournikiotis
- Peter Trummer
- Bernard Tschumi
- Oswald Mathias Ungers
- Robert Venturi
- Dalibor Vesely
- Anthony Vidler
- Paul Virilio
- Sarah Whiting
- Bruno Zevi
- Bahram Shirdel

### Architecture numérique
- Ole Bouman
- Mario Carpo
- Mark Foster Gage
- Greg Lynn
- Malcolm McCullough
- Antoine Picon
- Nikos Salingaros
- Patrik Schumacher
- Lars Spuybroek

### Anti-architecture
- Georges Bataille
- Guy Debord
- Michel Foucault
- Henri Lefebvre